# Eleusine
Eleusine là một chi thực vật có hoa trong họ Hòa thảo (Poaceae).

## Loài
Chi Eleusine gồm các loài: